# Olympische Sommerspiele 2016/Teilnehmer (Antigua und Barbuda)
| Gelbes Symbol für Goldmedaillen mit stilisierten Olympischen Ringen | Graues Symbol für Silbermedaillen mit stilisierten Olympischen Ringen | Braundes Symbol für Bronzemedaillen mit stilisierten Olympischen Ringen |
| ------------------------------------------------------------------- | --------------------------------------------------------------------- | ----------------------------------------------------------------------- |
| —                                                                   | —                                                                     | —                                                                       |

Antigua und Barbuda nahm an den Olympischen Spielen 2016 in Rio de Janeiro teil. Es war die insgesamt zehnte Teilnahme an den Olympischen Sommerspielen. Die Antigua and Barbuda Olympic Association nominierte neun Athleten in zwei Sportarten.

## Teilnehmer nach Sportart

### Leichtathletik
Laufen und Gehen 
| Athleten                                                                            | Wettbewerb        | Vorlauf         | Vorlauf         | Halbfinale      | Halbfinale      | Finale        | Finale        | Rang |
| Athleten                                                                            | Wettbewerb        | Zeit            | Rang            | Zeit            | Rang            | Zeit          | Rang          | Rang |
| ----------------------------------------------------------------------------------- | ----------------- | --------------- | --------------- | --------------- | --------------- | ------------- | ------------- | ---- |
| Männer                                                                              |                   |                 |                 |                 |                 |               |               |      |
| Daniel Bailey                                                                       | 100 m             | 10,20 s         | 22              | nicht gestartet | nicht gestartet | ausgeschieden | ausgeschieden | 22   |
| Cejhae Greene                                                                       | 100 m             | 10,20 s         | 22              | 10,13 s         | 18              | ausgeschieden | ausgeschieden | 18   |
| Miguel Francis                                                                      | 200 m             | nicht gestartet | nicht gestartet | –               | –               | –             | –             | –    |
| Daniel Bailey Cejhae Greene Miguel Francis Jared Jarvis Chavaughn Walsh Tahir Walsh | 4 × 100-m-Staffel | 38,44 s         | 12              | –               | –               | ausgeschieden | ausgeschieden | 12   |

 Springen und Werfen 
| Athleten            | Wettbewerb | Qualifikation | Qualifikation | Finale        | Finale        | Rang |
| Athleten            | Wettbewerb | Weite/Höhe    | Rang          | Weite/Höhe    | Rang          | Rang |
| ------------------- | ---------- | ------------- | ------------- | ------------- | ------------- | ---- |
| Frauen              |            |               |               |               |               |      |
| Priscilla Frederick | Hochsprung | 1,89 m        | 28            | ausgeschieden | ausgeschieden | 28   |

### Schwimmen
| Athleten           | Wettbewerb     | Vorlauf     | Vorlauf | Halbfinale    | Halbfinale    | Finale        | Finale        | Rang |
| Athleten           | Wettbewerb     | Zeit        | Rang    | Zeit          | Rang          | Zeit          | Rang          | Rang |
| ------------------ | -------------- | ----------- | ------- | ------------- | ------------- | ------------- | ------------- | ---- |
| Frauen             |                |             |         |               |               |               |               |      |
| Samantha Roberts   | 50 m Freistil  | 27,95 s     | 57      | ausgeschieden | ausgeschieden | ausgeschieden | ausgeschieden | 57   |
| Männer             |                |             |         |               |               |               |               |      |
| Noah Mascoll-Gomes | 200 m Freistil | 1:53,16 min | 44      | ausgeschieden | ausgeschieden | ausgeschieden | ausgeschieden | 44   |